# John Hannah
John David Hannah (East Kilbride (Schotland), 23 april 1962) is een Schots acteur.
Voordat hij naar de Royal Scottish Academy of Music and Drama in Glasgow ging, werkte hij als elektricien. Zijn grote doorbraak was in de film Four Weddings and a Funeral uit 1994, waarin hij een van de hoofdrollen speelde. Andere bekende rollen zijn die van James in Sliding Doors (1998) met Gwyneth Paltrow en die van Jonathan in de The Mummy-trilogie.
Naast werk in films speelt hij ook veel televisierollen, waaronder de hoofdrol in McCallum en een cameo in Frasier en DI John Rebus in Rebus.
Ook speelde hij de rol is die van William Barstow in de film The Christmas Candle uit 2013.
- Biblioteca Nacional de España: XX1487370
- Bibliothèque nationale de France: cb140341802 (data)
- Gemeinsame Normdatei: 1011656817
- International Standard Name Identifier: 0000 0001 1946 2107
- Library of Congress Control Number: no99003657
- MusicBrainz: 6ef327ea-561a-48e4-b4d9-c1b50f432aff
- Nationale Bibliotheek van Tsjechië: xx0151612
- Nationale Bibliotheek van Polen: a0000001274105
- Nederlandse Thesaurus van Auteursnamen: 073646199
- SNAC: w6kk9jbg
- Système universitaire de documentation: 185712665
- Virtual International Authority File: 5132154
- WorldCat: E39PBJg4pJJTqVRqHyxV44DKBP